# 5e cérémonie des Boston Online Film Critics Association Awards
La 5e cérémonie des Boston Online Film Critics Association Awards (BOFCA Awards), décernés par la Boston Online Film Critics Association, a eu lieu le 10 décembre 2016, et a récompensé les films sortis dans l'année.

## Palmarès
Meilleur film
- Moonlight

Meilleur réalisateur
- Damien Chazelle pour La La Land

Meilleur acteur
- Casey Affleck dans Manchester by the Sea

Meilleure actrice
- Isabelle Huppert dans Elle

Meilleur acteur dans un second rôle
- Mahershala Ali dans Moonlight

Meilleure actrice dans un second rôle
- Michelle Williams dans Manchester by the Sea

Meilleure distribution
- Moonlight

Meilleur scénario
- Manchester by the Sea – Kenneth Lonergan

Meilleure photographie
- The Neon Demon - Natasha Braier

Meilleur montage
- Cameraperson – Nels Bangerter

Meilleure musique originale
- Jackie – Mica Levi

Meilleur film en langue étrangère
- Mademoiselle –  Corée du Sud

Meilleur film d'animation
- Kubo et l'Armure magique

Meilleur film documentaire
- Cameraperson